# Turneraceae
Turneraceae Kunth ex DC. è una famiglia di angiosperme assegnata dal Sistema Cronquist all'ordine Violales. La famiglia non è riconosciuta sin dalla classificazione APG III (2009) che ha assegnato i generi di questa famiglia alle Passifloraceae.
La maggioranza delle specie sono arbusti tropicali o subtropicali, con pochi alberi. La metà della specie della famiglia appartiene al genere Turnera.